# Athletic Club Sparta Praha fotbal 2009-2010
Questa voce raccoglie le informazioni riguardanti l'Athletic Club Sparta Praha fotbal nelle competizioni ufficiali della stagione 2009-2010.

## Stagione
Lo Sparta Praga vince l'undicesimo titolo nazionale all'ultima giornata nella volata finale contro Jablonec e Baník Ostrava: ad una giornata dal termine Sparta Praga e Baník Ostrava sono a 59 punti, lo Jablonec è a 58. All'ultima giornata la società di Ostrava compie il fasso falso decisivo a Příbram (1-1) e Řepka realizza l'1-0 contro il Teplice che consegna il titolo ai praghesi che vincono il torneo da imbattuti grazie a 16 vittorie e 14 pareggi (vana la vittoria dello Jablonec 2-0).
In coppa escludono Jiskra Ústí nad Orlicí (0-4), Náchod-Deštné (0-6) e Dynamo České Budějovice (0-6) prima di affrontare e perdere contro i rivali dello Slavia Praga (2-0) ai quarti di finale.
In UEFA Champions League affrontano il Panathīnaïkos: dopo aver vinto 3-1 a Praga i cechi subiscono un netto 0-3 ad Atene retrocedendo in Europa League: nei play-off eliminano il Maribor (0-3) accedendo alla fase a gironi. Inseriti nel gruppo K, comprendente PSV, Copenaghen, Cluj, pareggiano 2-2 contro il PSV, perdono a Copenaghen (1-0), a Eindhoven (2-0) e a Praga contro il Copenaghen (0-3), vincendo i due incontri sul Cluj (2-0 a Praga e 2-3 a Cluj) ma i 7 punti conquistati non sono sufficienti per proseguire il cammino in Europa.

## Calciomercato
Berger si ritira nel gennaio del 2010.
Vengono ceduti Krob (alla Dynamo České Budějovice in prestito), Hubnik (ritorna al FK Mosca dal prestito), Huber (Jablonec), Peter, Kulič (Mladá Boleslav), Matušovič (Apollon Limassol), Piroska (Senica), Jeslínek (in prestito al Bohemians Praga) e Holenda (Anži).
Vengono acquistati Brabec (Ankaraspor), Hejda, Hoheneder (LASK Linz), Kovba (Kryl'ja Sovetov Samara) e nel gennaio del 2010 Polom, Bašista (Košice), Krejčí, Sionko (Copenaghen), Jánoš, Folprecht, Třešňák, Jurdík e Lačný (Ružomberok).

## Organigramma societario
Area tecnica
- Allenatore: Jozef Chovanec
- Vice allenatore: Martin Hašek
- Allenatore dei portieri: Jan Stejskal

## Rosa
| N. |                           | Ruolo | Calciatore       |
| -- | ------------------------- | ----- | ---------------- |
| 2  | Rep. Ceca (bandiera)      | D     | Tomáš Řepka      |
| 3  | Croazia (bandiera)        | D     | Manuel Pamić     |
| 4  | Austria (bandiera)        | D     | Niklas Hoheneder |
| 5  | Rep. Ceca (bandiera)      | C     | Ladislav Krejčí  |
| 6  | Rep. Ceca (bandiera)      | A     | Miloš Lačný      |
| 7  | Rep. Ceca (bandiera)      | C     | Libor Sionko     |
| 9  | Rep. Ceca (bandiera)      | A     | Milan Jurdík     |
| 11 | Slovacchia (bandiera)     | C     | Igor Žofčák      |
| 12 | Costa d'Avorio (bandiera) | A     | Wilfried Bony    |
| 13 | Rep. Ceca (bandiera)      | D     | Ondřej Kušnír    |
| 14 | Rep. Ceca (bandiera)      | C     | Václav Kadlec    |
| 15 | Rep. Ceca (bandiera)      | D     | Jiří Kladrubský  |
| 17 | Rep. Ceca (bandiera)      | A     | Lukáš Třešňák    |
| 20 | Slovacchia (bandiera)     | C     | Juraj Kucka      |

| N. |                        | Ruolo | Calciatore       |
| -- | ---------------------- | ----- | ---------------- |
| 21 | Rep. Ceca (bandiera)   | D     | Erich Brabec     |
| 22 | Rep. Ceca (bandiera)   | D     | Martin Zeman     |
| 23 | Bielorussia (bandiera) | C     | Dzjanis Koŭba    |
| 24 | Slovacchia (bandiera)  | P     | Matúš Kozáčik    |
| 25 | Rep. Ceca (bandiera)   | C     | Kamil Vacek      |
| 26 | Rep. Ceca (bandiera)   | P     | Milan Švenger    |
| 27 | Rep. Ceca (bandiera)   | C     | Luboš Hušek      |
| 28 | Rep. Ceca (bandiera)   | C     | Zdeněk Folprecht |
| 29 | Rep. Ceca (bandiera)   | P     | Jaromír Blažek   |
| 30 | Rep. Ceca (bandiera)   | D     | Lukáš Hejda      |
|    | Slovacchia (bandiera)  | D     | Peter Bašista    |
|    | Rep. Ceca (bandiera)   | D     | Roman Polom      |
|    | Rep. Ceca (bandiera)   | C     | Adam Jánoš       |